# 黎洁霜
黎洁霜（1920年—1949年11月27日），女，广西梧州人，中国革命烈士。与丈夫王振华同时在白公馆被杀害。